# Leo Alza
Leo Alza fue un actor de cine, radio teatro y televisión argentino.

## Carrera
Talentoso joven actor teatral, pero proveniente de la radio, de mediados de los años 1940 y 1950. En 1947 fue contratado para trabajar primero junto a la actriz Juana Sujo, y luego con la genial Blackie.
En cine llegó a actuar en tres películas en 1951: Vivir un instante, dirigida por Tulio Demicheli, junto a Tita Merello y Alberto Closas; La comedia inmortal, con dirección de Catrano Catrani, con Olga Zubarry y Juan Carlos Thorry; y Suburbio, al lado de Pedro López Lagar y Fanny Navarro.
En teatro integró la Compañía Argentina de Comedias Gloria Guzmán - Pablo Palitos - Sebastián Chiola, el de Luis Arata y la Compañía de Comedias de León Zárate. Constituyó una revelación en la obra Todos los hijos de Dios tienen alas, fuerte obra dramática de Eugenio O'Neill.
En 1978 escribió la obra Si Eva se hubiese vestido, una comedia musical con libro original y letra de canciones.

## Filmografía
- 1951: Suburbio.
- 1951: La comedia inmortal
- 1951: Vivir un instante

## Televisión
- 1954: El caballero Lewis , de Celia Alcántara, dirigido por Oscar Orzábal Quintana, y protagonizado junto a la actriz Nora Palmer.
- 1954: El vengador, primer trabajo para ese medio del guionista Emilio Villalba Welsh, con Adelaida Soler, Ernesto Villegas y la única aparición en la pantalla chica del primer actor Pedro Laxalt.[3]

## Radio
- 1947: Estudios dramatizados sobre el Teatro Universal, audiciones en Radio Municipal.

## Teatro
- 1946: Todos los hijos de Dios tienen alas, estrenada en el Teatro Odeón.
- 1947: El trigo es de Dios, junto a Ángeles Martínez.
- 1950: Mónica perdió un complejo, como Jorge, estrenada en el Teatro Smart.
- 1951: Melena.
- 1951: El anticuario.[4]